# NGC 7708
NGC 7708 is een open sterrenhoop in het sterrenbeeld Cepheus. Het hemelobject werd op 19 september 1787 ontdekt door de Duits-Britse astronoom William Herschel.